# يو إف سي ليلة القتال: بورييه ضد جونسون
يو إف سي ليلة القتال: بورييه ضد جونسون (بالإنجليزية: UFC Fight Night: Poirier vs. Johnson)‏ هو حدث لفنون القتال المختلطة نظمته يو إف سي، أُقيم في 17 سبتمبر 2016، على ستيت فارم أرينا في هيدالغو، تكساس، الولايات المتحدة.